# 盛鍾
盛鍾（1474年—？），字秀甫，長洲縣人，直隸蘇州府崑山縣軍籍，明朝政治人物。

## 生平
弘治十四年（1501年）辛酉科應天府鄉試第四十一名舉人。弘治十五年（1502年）聯捷壬戌科會試第一百七十八名，二甲第五十九名進士。

## 家族
曾祖盛彥敬；祖父盛景昌；父盛箴，訓導。前母董氏；前母朱氏；母穆氏。慈侍下。兄經、緯。